# Лісовий Олександр Дмитрович
Лісовий Олександр Дмитрович (*1 червня 1938, м. Надєждінськ (нині Сєров), Свердловська обл., РРФСР — 26 травня 2008, Київ, Україна) — радянський, український кінооператор. Заслужений діяч мистецтв УРСР (1980).

## Біографія
Закінчив операторський факультет Всесоюзного державного інституту кінематографії (1970).
З 1963 р. — оператор студії «Укркінохроніка».
Зняв стрічки: «Сучасні запорожці», «Наша спільна справа» (1964), «Щасливий квиток» (1965), «Автотранспорт України» (1966), «Гомін степів» (1967), «Льотний день курсанта Юхименка» (1968, реж. Л. Автономов), «Україно, пісне моя», «Народний художник Василь Касіян» (у співавт.), «Вічний старт» (1968), «Сергій Подолинський» (1969, реж. В. Стороженко, «Пісня. Білаш. Павличко», «В моєму серці Верховина», «Шляхами дружби» (1969, у співавт.), «Вільна серед вільних», «Учитель», «Місто моєї юності» (1970), «Василь Стефаник», «Коровай ти наш, коровай» (1971, реж. О. Криварчук), «Захарова рідня» (реж. О. Криварчук), «Вдень і вночі» (1972), «Від кожного з нас» (у співавт.), «Перша борозна», «Великий хліб» (1974, у співавт. з Ю. Стаховським; реж. А. Ібаньєс-Фернандес і Р. Нахманович. Диплом VII Всесоюзного кінофестивалю, Баку, 1974), «Щоб люди сказали спасибі», «Музей народної архітектури і побуту УРСР» (1976), «Кантата про червоний оркестр» (1976, реж. А. Золозов. Диплом Міжнародного кінофестивалю. Обергаузен, ФРН, 1976), «Розум, честь і совість епохи» (1977, у співавт. з В. Кукоренчуком, І. Писанком; реж. О. Косинов. Перший приз XI Всесоюзного кінофестивалю, Єреван, 1978), «Світ Івана Генералича» (1979), «Дні Києва в Кіото» (1980, реж.-оп.), «Олекса Бартанюк» (1982), «Довге відлуння війни» (1987, реж. А. Золозов), «День Києва» (1987, реж. В. Оселедчик), «Пасічник Володимир Шкурупій» (1990), «Переселенці», «Більшовики також плачуть» (1992), «Київське чудо» (1995) иа ін.
Нагороджений орденом Трудового Червоного Прапора.
Був членом Національної спілки кінематографістів України.